# Rosalba Neri
Rosalba Neri (Forlì, 19 giugno 1939) è un'attrice italiana.

## Biografia
Nata a Forlì nel 1939, si diplomò al centro sperimentale di cinematografia nel 1959. Attiva soprattutto in Italia e in Spagna, è apparsa in numerosi film horror, peplum, spaghetti-western e commedie erotiche, spesso in ruoli di donna affascinante, talora anche crudele. Alla metà degli anni settanta la Neri lascia il cinema.
Nel 2002 è uscito in Germania il documentario Rosalba Neri: The Italian Sphinx, nel quale l'attrice racconta la sua esperienza nel mondo del cinema.

## Filmografia parziale

Luigi Vannucchi e Rosalba Neri in Johnny Yuma (1966)

Barbara Bouchet e Rosalba Neri in Alla ricerca del piacere (1972)

### Cinema
- Mogli pericolose, regia di Luigi Comencini (1958)
- Era notte a Roma, regia di Roberto Rossellini (1960)
- Il sepolcro dei re, regia di Fernando Cerchio (1960)
- Ester e il re (Esther and the King), regia di Raoul Walsh (1960)
- Il corazziere, regia di Camillo Mastrocinque (1960)
- Il relitto, regia di Michael Cacoyannis (1961)
- Totò, Peppino e... la dolce vita, regia di Sergio Corbucci (1961)
- Vacanze alla Baia d'Argento, regia di Filippo Walter Ratti (1961)
- La ragazza di mille mesi, regia di Steno (1961)
- L'infedeltà coniugale, episodio di Le italiane e l'amore, regia di Marco Ferreri (1961)
- El Cid, regia di Anthony Mann (1961)
- Ercole al centro della terra, regia di Mario Bava (1961)
- Che gioia vivere, regia di René Clément (1961)
- Il sangue e la sfida, regia di Nick Nostro (1962)
- I due della legione, regia di Lucio Fulci (1962)
- Lo sceicco rosso, regia di Fernando Cerchio (1962)
- Il peccato (Noche de verano), regia di Jorge Grau (1963)
- Uno strano tipo, regia di Lucio Fulci (1963)
- La ballata dei mariti, regia di Fabrizio Taglioni (1963)
- Ercole contro Moloch, regia di Giorgio Ferroni (1963)
- Il comandante, regia di Paolo Heusch (1963)
- Sansone contro il corsaro nero, regia di Luigi Capuano (1964)
- Coriolano, eroe senza patria, regia di Giorgio Ferroni (1964)
- Il leone di Tebe, regia di Giorgio Ferroni (1964)
- Il dominatore del deserto, regia di Tanio Boccia (1964)
- Cadavere per signora, regia di Mario Mattoli (1964)
- La valle dell'eco tonante, regia di Tanio Boccia (1964)
- Gli invincibili tre, regia di Gianfranco Parolini (1964)
- Angelica (Angélique, Marquise des Anges), regia di Bernard Borderie (1964)
- Angelica alla corte del re (Merveilleuse Angélique), regia di Bernard Borderie (1965)
- Kindar l'invulnerabile, regia di Osvaldo Civirani (1965)
- Io uccido, tu uccidi, regia di Gianni Puccini (1965)
- Due mafiosi contro Goldginger, regia di Giorgio Simonelli (1965)
- Superseven chiama Cairo, regia di Umberto Lenzi (1965)
- I grandi condottieri, regia di Marcello Baldi e Francisco Pérez-Dolz (1965)
- Password: Uccidete agente Gordon, regia di Sergio Grieco (1966)
- Upperseven, l'uomo da uccidere, regia di Alberto De Martino (1966)
- Dinamite Jim, regia di Alfonso Balcázar (1966)
- Johnny Yuma, regia di Romolo Guerrieri (1966)
- Arizona Colt, regia di Michele Lupo (1966)
- Wanted Johnny Texas, regia di Emimmo Salvi (1967)
- Agente speciale L.K. (Operazione Re Mida) (Lucky, el intrépido), regia di Jesús Franco (1967)
- I giorni della violenza, regia di Alfonso Brescia (1967)
- L'uomo del colpo perfetto, regia di Aldo Florio (1967)
- Con la morte alle spalle (Con la muerte a la espalda), regia di Alfonso Balcázar (1967)
- I lunghi giorni dell'odio, regia di Gianfranco Baldanello (1968)
- Vivo per la tua morte, regia di Camillo Bazzoni (1968)
- Sartana non perdona (Sonora), regia di Alfonso Balcázar (1968)
- 99 donne, regia di Jesús Franco (1968)
- Niente rose per OSS 117, regia di Jean-Pierre Desagnat, Renzo Cerrato e André Hunebelle (1968)
- Killer adios, regia di Primo Zeglio (1968)
- Top Sensation, regia di Ottavio Alessi (1969)
- Justine, ovvero le disavventure della virtù, regia di Jesús Franco (1969)
- Il castello di Fu Manchu, regia di Jesús Franco (1969)
- La taglia è tua... l'uomo l'ammazzo io!, regia di Edoardo Mulargia (1969)
- Barbagia (La società del malessere), regia di Carlo Lizzani (1969)
- Le piacevoli notti di Justine, regia di Franz Antel (1970)
- Arizona si scatenò... e li fece fuori tutti, regia di Sergio Martino (1970)
- La bestia uccide a sangue freddo, regia di Fernando Di Leo (1971)
- Due maschi per Alexa, regia di Juan Logar (1971)
- Lady Frankenstein, regia di Mel Welles (1971)
- Alla ricerca del piacere, regia di Silvio Amadio (1971)
- Mio padre monsignore, regia di Antonio Racioppi (1971)
- Il giorno del giudizio, regia di Mario Gariazzo (1971)
- Monta in sella figlio di...!, regia di Tonino Ricci (1972)
- L'amante del demonio, regia di Paolo Lombardo (1972)
- Colpo grosso... grossissimo... anzi probabile, regia di Tonino Ricci (1972)
- Attento gringo... è tornato Sabata! (Judas... ¡toma tus monedas!), regia di Alfonso Balcázar e Pedro Luis Ramírez (1972)
- Il sorriso della iena, regia di Silvio Amadio (1972)
- Casa d'appuntamento, regia di Ferdinando Merighi (1972)
- Decamerone '300, regia di Renato Savino (1972)
- Meo Patacca, regia di Marcello Ciorciolini (1972)
- Confessioni segrete di un convento di clausura, regia di Luigi Batzella (1972)
- Il prode Anselmo e il suo scudiero, regia di Bruno Corbucci (1972)
- Lo chiamavano Tresette... giocava sempre col morto, regia di Giuliano Carnimeo (1973)
- Il plenilunio delle vergini, regia di Luigi Batzella (1973)
- Sentivano... uno strano, eccitante, pericoloso puzzo di dollari, regia di Italo Alfaro (1973)
- Crescete e moltiplicatevi, regia di Giulio Petroni (1973)
- I racconti di Viterbury - Le più allegre storie del '300, regia di Mario Caiano (1973)
- Primo tango a Roma - Storia d'amore e d'alchimia, regia di Lorenzo Gicca Palli (1973)
- Tony Arzenta - Big Guns, regia di Duccio Tessari (1973)
- La casa della paura, regia di William L. Rose (1973)
- Cugini carnali, regia di Sergio Martino (1974)
- La rivolta delle gladiatrici, regia di Steve Carver e Joe D'Amato (1974)
- Dieci bianchi uccisi da un piccolo indiano, regia di Gianfranco Baldanello (1974)
- Libera, amore mio!, regia di Mauro Bolognini (1975)
- Il pomicione, regia di Roberto Bianchi Montero (1976)

### Televisione
- Più rosa che giallo – serie TV (1962)
- Za-bum n.2 – programma TV (1965)
- Olga e i suoi figli, regia di Salvatore Nocita – miniserie TV (1985)

## Doppiatrici
- Rita Savagnone in Johnny Yuma, Wanted Johnny Texas, I lunghi giorni dell'odio, Due maschi per Alexa, Alla ricerca del piacere
- Fiorella Betti in Coriolano eroe senza patria, Angelica, Angelica alla corte del re, Sansone contro il corsaro nero
- Maria Pia Di Meo in Arizona Colt, L'uomo del colpo perfetto
- Benita Martini in Agente speciale L.K. (Operazione Re Mida), Vivo per la tua morte
- Miranda Bonansea in Ester e il re
- Gabriella Genta in Ercole contro Moloch
- Rosetta Calavetta in Lo sceicco rosso
- Dhia Cristiani ne I giorni della violenza
- Flaminia Jandolo in Colpo grosso... grossissimo... anzi probabile
- Maresa Gallo ne I racconti di Viterbury - Le più allegre storie del '300
- Vittoria Febbi in Cugini carnali

## Prosa radiofonica Rai
- Il cocomero di Gino Rocca, regia di Guglielmo Morandi, trasmessa il 21 febbraio 1961.
- Il cardinale di Spagna di Henry de Montherlant, regia di Flaminio Bollini, trasmessa l'11 gennaio 1962.
- Lettere d'amore di Gherardo Gherardi, regia di Pietro Masserano Taricco, trasmessa il 4 luglio 1963.